# Karl-Zuhorn-Preis
Der vom Landschaftsverband Westfalen-Lippe vergebene Karl Zuhorn-Preis ehrt Wissenschaftlerinnen und Wissenschaftler, die herausragende Leistungen auf dem Gebiet der Landesgeschichte Westfalens erbracht haben. Von 1979 bis 2021 folgte die Auszeichnung alle drei Jahre und war zuletzt mit 5.000 Euro dotiert. Im Rahmen einer Neuausrichtung der Förderpreise wurde der Karl Zuhorn-Preis 2022 mit dem seit 1983 jährlich vergebenen Preis für Westfälische Landeskunde vereint. Seit 2023 erfolgt die Vergabe jährlich, der Preis ist zweigeteilt in die beiden Kategorien Nachwuchsförderung und ehrenamtliche Forschung, beide Teile sind mit jeweils 10.000 Euro dotiert. Das Vorschlagsverfahren wurde vom Preis für Westfälische Landeskunde übernommen, abwechselnd schlagen die sechs LWL-Kommissionen für Landeskunde und das Institut für Regionalgeschichte vor. Benannt ist der Preis nach dem Kommunalpolitiker und Kulturförderer Karl Zuhorn.
Der Karl-Zuhorn-Preis ist eine von sechs Auszeichnungen, die der Landschaftsverband Westfalen-Lippe regelmäßig an Künstler bzw. Forscher vergibt. Die weiteren Preise sind der seit 1953 alle zwei Jahre vergebene Annette-von-Droste-Hülshoff-Preis (Westfälischer Literaturpreis), der seit 1954 alle zwei Jahre vergebene Konrad-von-Soest-Preis (Westfälischer Kunstpreis) sowie der seit 1959 alle sechs Jahre vergebene Hans-Werner-Henze-Preis (Westfälischer Musikpreis). Ab 2022 kommen neu hinzu der LWL-Crossoverpreis und der LWL-Innovationspreis.
Der Karl-Zuhorn-Preis ist eine der bedeutenden Auszeichnungen im Bereich der westfälisch-lippischen Landesgeschichte. Weitere Auszeichnungen sind der Gustav-Engel-Preis, der Otto-Weerth-Preis, der Jodocus-Hermann-Nünning-Preis, der Geschichtspreis des Mindener Geschichtsvereins, der Ignaz-Theodor-Liborius-Meyer-Preis und der Friedrich-Brinkmann-Archäologiepreis.

## Preisträger 1979 bis 2021
- 1979 Manfred Balzer
- 1982 Hans Heinrich Blotevogel
- 1985 Ludger Kremer
- 1988 Fred Kaspar
- 1991 Werner Freitag
- 1994 Barbara Krug-Richter
- 1997 Bernard Rudnick
- 2000 Ulrich Harteisen
- 2003 Ortrun Niethammer (Forschungen über Annette von Droste-Hülshoff)[1]
- 2006 Markus Denkler (Dissertation über den Schreibsprachenwechsel in westfälischen Sterbfallinventaren 1500 bis 1800)[2]
- 2009 Rita Gudermann (Verschiedene Beiträge zur westfälischen Agrargeschichte)[3]
- 2012 Jan Brademann (Dissertation über Kirchhöfe und Begräbniskultur im Münsterland in der Frühen Neuzeit)[4]
- 2015 Kirsten Bernhardt (Dissertation über Armenhäuser, die Stiftungen des münsterländischen Adels, 16.–20. Jahrhundert)[5]
- 2018 Stephanie Menic (Arbeiten zur westfälischen Landeskunde über die Eisenproduktion im Siegerland vor über 2000 Jahren)[6]
- 2021 Till Kasielke (geografische und geologische Arbeiten zu Westfalen)[7]

## Preisträger ab 2023
- 2023 in der Kategorie Nachwuchsförderung: Jona Schröder für seine Forschungen über den spätkaiserzeitlichen Fundplatz Zeche Erin in Castrop-Rauxel; in der Kategorie Ehrenamt: Mathias Austermann für die ehrenamtliche archäologische Erforschung der westfälischen Kulturlandschaft. (nominiert von der Altertumskommission für Westfalen)[8]
- 2024 in der Kategorie Nachwuchsförderung: Philipp Cirkel für seine Forschungen zum Ruhrdeutsch; in der Kategorie Ehrenamt: Ludwig Brandes für seine Dokumentationen zum märkischen Platt. (nominiert von der Kommission für Mundart- und Namenforschung Westfalens)[9]
- 2025 in der Kategorie Nachwuchsförderung: Julius Virnyi für „seine Erforschung von akademische Ehrungen sowie Namensänderungen im Bereich der historischen Alltagskulturforschung“; in der Kategorie Ehrenamt: Nordstadtblogger um Alexander Völkel für „ihre Berichterstattung zu landeskundlichen und historischen Themen und deren Verknüpfung mit einer Gegenwartsperspektive“ (nominiert von der Kommission Alltagskulturforschung für Westfalen)[10][11]